# 劉潛 (唐朝)
劉潛，唐朝末年至五代十国初期新州（治所在今广东省新兴县）刺史。
唐朝末年，刘隐担任岭南清海军节度使，但是岭南很多州县并不听其号令。交州静海军节度使曲顥、桂州经略使刘士政、邕州经略使叶广略、容州经略使龐巨昭，分据诸管。卢光稠从虔州攻岭上，其弟卢光睦据潮州，其子卢延昌据韶州。而担任新州刺史的刘潜和高州刺史劉昌魯以及江东七十余寨，作为广州清海军的支郡，也不归附刘隐。刘隐的弟弟刘陟先后击败劉潛、刘昌鲁、龐巨昭、叶广略、卢延昌，基本统一了岭南地区。